# Ralf Schumacher
Ralf Schumacher (sinh ngày 30 tháng 6 năm 1975) là một cựu tay đua người Đức. Ông là em trai của nhà vô địch thế giới công thức 1 bảy lần người Đức Michael Schumacher. Cùng với anh trai Michael Schumacher, họ chính là cặp đôi anh em ruột duy nhất từng giành chiến thắng trong các chặng đua Công thức 1.
Schumacher đã bắt đầu sự nghiệp đua xe kart từ lúc ba tuổi và đạt được thành công ban đầu trước khi chuyển sang đua ô tô trong Giải vô địch Công thức 3 nước Đức và Công thức Nippon. Ông đã bắt đầu sự nghiệp Công thức 1 với đội đua Jordan Grand Prix cho mùa giải 1997. Sau đó, ông đã chuyển đến đội đua Williams vào năm 1999 và đứng thứ 6 trong bảng xếp hạng các tay đua. Ông đã giành được chiến thắng đầu tiên của mình vào năm 2001 và đứng ở vị trí thứ 4 trong bảng xếp hạng các tay đua và sau đó đã thắng thêm năm chặng đua nữa trong suốt 2 năm. Ông đã rời Williams vào cuối năm 2004 và gia nhập Toyota F1 vào năm 2005. Tuy nhiên, thành tích của ông trong suốt các mùa giải 2006 và 2007 đã khiến ông phải rời công thức 1 do áp lực nội bộ. Sau khi rời công thức 1, Schumacher đã tham gia giải đua Deutsche Tourenwagen Masters (DTM) vào năm 2008. Ông đã đạt được thành công nhỏ ở giải đua đó và giải nghệ đua xe thể thao vào cuối năm 2012 để đảm nhận vai trò quản lý trong DTM với tư cách là người cố vấn cho các tay đua trẻ. Hiện giờ, ông hiện là đồng bình luận viên cho Sky Sports ở Đức.

## Đầu đời
Schumacher sinh ra ở Hürth, Nordrhein-Westfalen, Tây Đức vào ngày 30 tháng 6 năm 1975, là con trai thứ hai của Rolf Schumacher, một thợ nề, và vợ Elisabeth. Ông có một người anh trai tên là Michael.

## Sự nghiệp

### Sự nghiệp tiền Công thức 1 (1978-1997)
Schumacher bắt đầu lái xe kart khi mới ba tuổi trên đường đua go-kart của cha mẹ ông ở Kerpen. Thành công lớn đầu tiên trong môn đua xe kart của ông ấy là khi giành được Cúp NRW và Cúp vàng vào năm 1991. Năm 1992, ông đã giành được giải vô địch đua xe kart thiếu niên của Đức. Sau đó, ông ấy chuyển sang loạt giải đua cao cấp và về nhì. Vào tuổi 17, Schumacher chuyển sang đua xe ô tô và về nhì trong Giải vô địch Công thức ADAC. Màn trình diễn này đã cho phép Schumacher chạy thử một chiếc xe Công thức 3 trong năm 1992 và sau đó tham gia một sự kiện Công thức 3. Bài kiểm tra và sự xuất hiện một lần của ông trong giải đua đó đã thu hút sự chú ý của đội WTS Racing cho phép Schumacher tham gia Giải vô địch Công thức 3 nước Đức năm 1994 nơi ông ấy về thứ 3. Ông lần lượt về thứ 4 và thứ 30 ở Macau Grand Prix và Masters of Formula 3.
Màn trình diễn của ông vào năm 1995 đã được cải thiện so với năm trước: Schumacher giành được vị trí pole và giành chiến thắng ở Macau Grand Prix và về nhì ở giải Masters of Formula 3. Trong loạt các chặng đua Công thức 3 của Đức, Schumacher đã giành được ba chiến thắng và về nhì ở Giải vô địch Norberto Fontana. Vào năm 1996, người quản lý của Schumacher, Willi Weber, đã đảm bảo ông một chỗ đua trong Formula Nippon Series, đua cho đội Le Mans cùng với tay đua giàu kinh nghiệm Naoki Hattori. Schumacher đã giành chiến thắng trong loạt trận đấu đầu tiên của mình, trở thành tay đua tân binh đầu tiên giành chức vô địch. Cùng năm đó, Schumacher và Hattori tham gia giải All-Japan Grand Touring Car, giành chiến thắng trong bốn cuộc đua và giành vị trí á quân trong Giải vô địch GT500 sau cặp đôi David Brabham và John Nielsen.

### Công thức 1 (1997-2007)

#### Jordan (1997-1998)

##### 1997: Lên bục podium đầu tiên trong sự nghiệp Công thức 1
Vào tháng 8 năm 1996, Schumacher đã đua thử cho đội đua McLaren tại trường đua Silverstone. Vào tháng 9, Schumacher đã ký hợp đồng ba năm để đua cho đội đua Jordan. Thỏa thuận này cũng mang lại thêm 8 triệu bảng từ nhà máy bia Bitburger, nhà tài trợ của Schumacher, với một tỷ lệ phần trăm nhỏ sẽ được chuyển vào lương của ông. Vào tháng 1 năm 1997, Giancarlo Fisichella được xác nhận là đồng đội của Schumacher, thay thế Martin Brundle. Schumacher tin rằng kinh nghiệm của Brundle sẽ giúp ích cho ông trong mùa giải tới.
Schumacher bắt đầu mùa giải bằng cách bỏ cuộc liên tiếp trong hai chặng đua mở màn tại Úc và Brasil. Ông đã lên bục podium đầu tiên trong sự nghiệp của mình ở Argentina với vị trí thứ 3 mặc dù đã va chạm với đồng đội. Tiếp theo là những lần bỏ cuộc liên tiếp trong bốn chặng đua tiếp theo trước khi về đích ở vị trí thứ 6 tại Pháp. Schumacher tiếp nối kết quả này bằng cách về đích ở vị trí thứ 5 liên tiếp tại ba chặng đua tiếp theo. Tiếp theo đó, ông đã phải bỏ cuộc trong các chặng đua Bỉ và Ý trước khi về đích ở vị trí thứ 5 ở Áo. Schumacher đã không ghi được thêm điểm nào trong ba chặng đua cuối cùng của mùa giải, bao gồm cả việc bỏ cuộc ở chặng đua tại Luxembourg và Châu Âu.
Vào mùa giải đầu tiên của mình, ông đã đứng thứ 11 trong bảng xếp hạng các tay đua với 13 điểm. Giống như tất cả các công dân nam Đức, Schumacher đã phải thực hiện nghĩa vụ quân sự bắt buộc trong Bundeswehr.
Ngoài Công thức 1, Schumacher tham gia Giải vô địch FIA GT với tư cách là tay đua khách mời cho đội AMG Mercedes tại giải đua Đua xe 4 giờ tại trường đua Spa-Francorchamps cùng với đồng hương Klaus Ludwig. Cặp đôi tay đua này đứng thứ năm và ghi được 2 điểm.

##### 1998

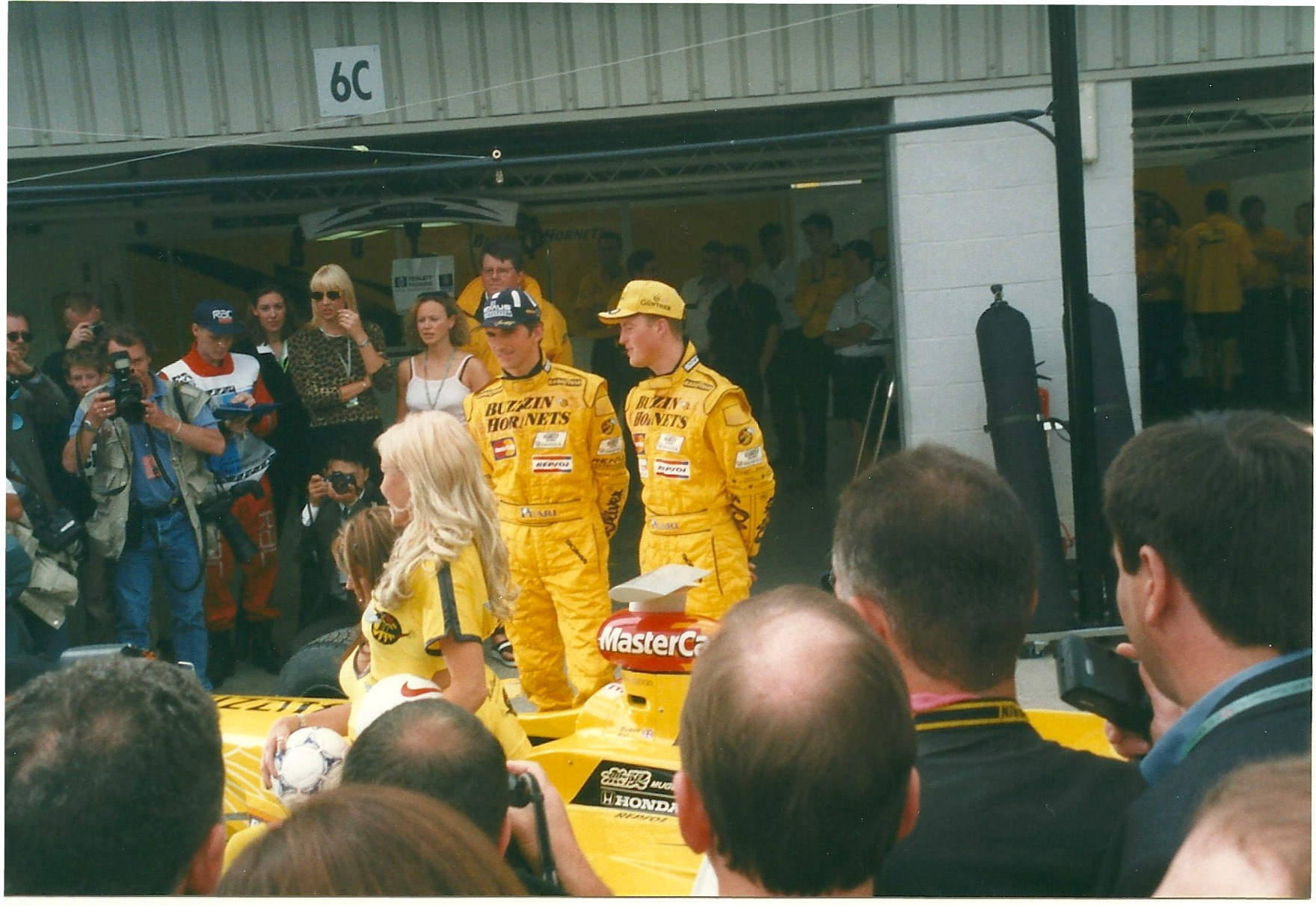
Ralf Schumacher và đồng đội Damon Hill vào mùa giải năm 1998 ở Giải đua ô tô Công thức 1 Anh 1998

Schumacher tiếp tục đua cho Jordan vào mùa giải công thức 1 năm 1998 nhưng đồng đội mới của ông là nhà vô địch công thức 1 năm 1996 Damon Hill. Schumacher đã phải trải qua một khởi đầu tồi tệ. Ông đã phải bỏ cuộc tại ba chặng đua đầu tiên và đã về đích tại các chặng đua ở San Marino và Tây Ban Nha ở vị trí nằm ngoài vị trí ghi điểm. Schumacher phải bỏ cuộc liên tiếp trong hai cuộc đua tiếp theo và cán đích ở vị trí thứ 16 tại Pháp. Ông đã lấy được điểm đầu tiên của mình và Jordan trong mùa giải với vị trí thứ 6 ở Anh trước khi giành thêm điểm liên tiếp về đích và hoàn thành hai chặng đua tiếp theo.
Schumacher không ghi được điểm nào ở Hungary nhưng đã giành được vị trí thứ nhì ở Bỉ sau Damon Hill. Ông đã bị đội không cho phép vượt qua Hill vì mệnh lệnh của đội. Điều này đã gây ra căng thẳng trong mối quan hệ giữa Schumacher và đội Jordan. Sau đó, ông đã lên bục podium lần thứ hai trong mùa giải với vị trí thứ 3 ở Ý. Sau chặng đua này, Schumacher đã ký hợp đồng hai năm để đua cho đội Williams vào mùa giải sau cùng với tay đua người Ý Alessandro Zanardi. Kết thúc mùa giải này, ông đứng vị trí thứ 10 trong bảng xếp hạng các tay đua với 14 điểm.

#### Williams (1999-2004)

##### 1999: Mùa giải đầu tiên cho đội đua Williams

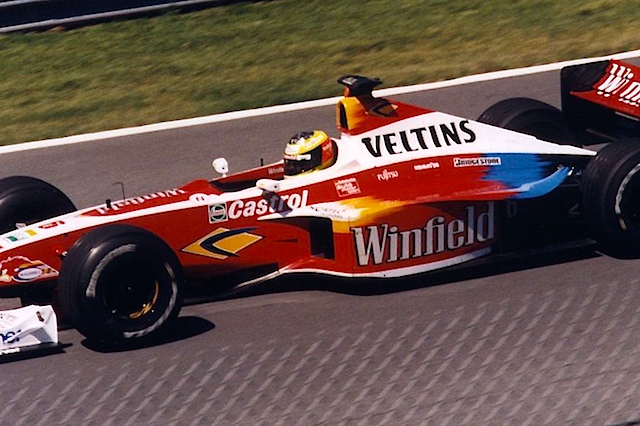
Ralf Schumacher tại giải đua ô tô Công thức 1 Canada 1999

Schumacher bắt đầu mùa giải với vị trí thứ ba ở Úc và vị trí thứ 4 ở Brazil. Tuy nhiên, ông phải bỏ cuộc liên tiếp trong hai chặng đua tiếp theo vì quay xe ở San Marino và tai nạn ở Monaco. Schumacher đã giành thêm điểm trong ba chặng đua tiếp theo ở Tây Ban Nha, Canada và Pháp. Tiếp theo đó, ông đã leo lên bục podium với vị trí thứ ba ở Anh, nhưng đã bỏ cuộc ở chặng đua tiếp theo ở Áo do một cú quay xe. Ông đã giành thêm điểm sau đó ở Đức trước khi cán đích ở vị trí thứ 9 tại Hungary. Ở Bỉ, Schumacher về đích ở vị trí thứ 5 nhờ chiến thuật một lốp. Vào tháng 10, hợp đồng của Schumacher đã được gia hạn thêm ba năm với trị giá 31 triệu USD. Tại chặng đua cuối cùng của mùa giải ở Nhật Bản, ông đã kết thúc ở vị trí thứ 5. Schumacher kết thúc mùa giải thứ 6 trong bảng xếp hạng các tay đua với 35 điểm.

##### 2000
Schumacher tiếp tục đua cho Williams vào năm 2000 và mùa giải này, ông có một đồng đội mới là tay đua tân binh Công thức 1 người Anh Jenson Button. Mùa giải của ông ấy khởi đầu thuận lợi: Ông đã giành được vị trí thứ ba trong chặng đua mở màn ở Úc và giành vị trí thứ 5 ở Brasil. Thế nhưng, ông buộc phải bỏ cuộc khỏi giải đua ô tô Công thức 1 San Marino do sự cố hệ thống nhiên liệu. Tại chặng đua tiếp theo, ông đã về đích ở vị trí thứ tư liên tiếp trong hai chặng đua tiếp theo. Tuy nhiên, Schumacher buộc phải bỏ cuộc một lần nữa khi ông vướng vào một vụ va chạm với Eddie Irvine và Jos Verstappen tại giải đua ô tô Công thức 1 Châu Âu và tại chặng đua sau đó ở Monaco, ông tiếp tục va chạm. Cuộc va chạm đó khiến bắp chân của ông bị một vết cắt dài 3 inch vào sâu. Ngay tại chặng đua sau đó ở Canada, ông đã hồi phục trở lại để tham gia cuộc đua. Ông được xếp ở vị trí thứ 14 sau khi bị tay đua BAR Jacques Villeneuve đâm ở đằng sau xe ở những vòng cuối cùng. Schumacher đã giành được vị trí thứ 5 ở Pháp trước khi bị hỏng phanh ở Áo. Sau đó, ông đã về đích và hoàn thành bốn chặng đua tiếp theo, trong đó có lần về đích ở vị trí thứ 3 liên tiếp ở Bỉ và Ý. Bất chấp những kết quả này, ông đã không thể hoàn thành ba chặng đua cuối cùng của mùa giải. Schumacher đứng thứ năm trong bảng xếp hạng các tay đua với 24 điểm.

##### 2001: Chiến thắng đầu tiên trong sự nghiệp và mùa giải tốt nhất trong sự nghiệp công thức 1

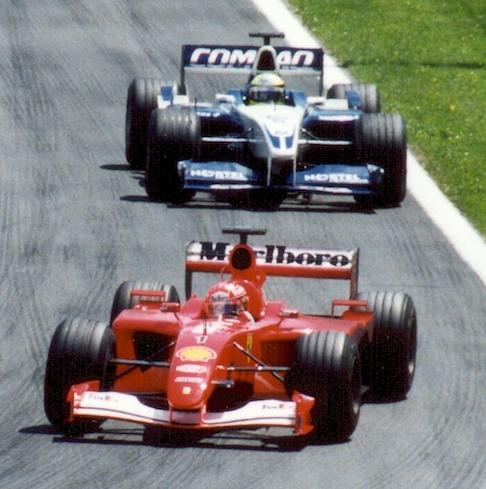
Ralf cùng với anh trai Michael ở giải đua ô tô Công thức 1 Canada 2001

Tại chặng đua mở màn ở Úc, Schumacher đã bỏ cuộc sau một vụ va chạm với Jacques Villeneuve, dẫn đến cái chết của Graham Beveridge. Ông đã ghi điểm đầu tiên trong mùa giải này với vị trí thứ 5 tại Malaysia và sau đó bỏ cuộc trong chặng đua tiếp theo tại Brasil vì một vụ va chạm với Rubens Barrichello ở đầu cuộc đua. Ở chặng đua tiếp theo ở San Marino, ông xuất phát ở vị trí thứ 3 và dẫn đầu từng vòng đua để giành chiến thắng Công thức 1 đầu tiên. Schumacher đã giành chiến thắng thứ hai trong sự nghiệp ở Canada với anh trai Michael về nhì sau mình. Điều đó đánh dấu lần đầu tiên hai anh em về đích trên bục podium. Tiếp theo đó, ông về đích ở vị trí thứ tư ở giải đua ô tô Công thức 1 Châu Âu và vị trí thứ nhì ở Pháp. Thế nhưng, ông đã không thể hoàn thành chặng đua ở Anh do động cơ ô tô gặp sự cố. Ở Đức, ông đã giành chiến thắng thứ ba khi xuất phát từ vị trí thứ 2 và đó cũng là lần chiến thắng cuối cùng trong mùa giải. Kết quả này đã đánh dấu kết quả tốt nhất của Schumacher khi ông đã ghi điểm ở ba trong số năm chặng đua cuối cùng.
Schumacher kết thúc mùa giải này ở vị trí thứ tư trong bảng xếp hạng các tay đua với 49 điểm với 3 chiến thắng. Đó chính là thành tích tốt nhất của ông cho đến thời điểm đó.

##### 2002: Tái lập thành tích tốt nhất của mình

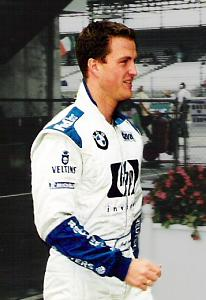
Ralf Schumacher vào mùa giải Công thức 1 năm 2002

Năm 2002, Schumacher thông báo ý định đeo kính trong mùa giải tới để cải thiện thị lực. Quyết định của ông bị ảnh hưởng sau khi ông đã bị dính dáng vào một vụ tai nạn trên đường cao tốc Bundesautobahn 3 khi lái xe về thăm gia đình. Vào ngày 14 tháng 1, Liên đoàn Ô tô Quốc tế (FIA) đã cho phép Schumacher đeo kính và hãng sản xuất mũ bảo hiểm của ông là Schuberth đã phát triển đệm có rãnh cho khung kính.
Mùa giải của ông bắt đầu với một tai nạn ở vòng đầu tiên ở giải đua ô tô Công thức 1 Úc sau khi va chạm với tay đua Rubens Barrichello của đội Scuderia Ferrari. Cú va chạm đó khiến xe của ông hất tung lên không trung. Trong chặng đua tiếp theo tại Malaysia, Schumacher đã giành chiến thắng duy nhất trong mùa giải. Tiếp theo đó, ông đã tiếp nối kết quả ở Malaysia bằng cách liên tiếp lên bục podium trong hai chặng đua tiếp theo. Tại giải đua ô tô Công thức 1 Tây Ban Nha, Schumacher đã đua ngoài đường đua ở vòng 29 trong khi chịu áp lực từ đồng đội Montoya từ phía sau và cuối cùng phải bỏ cuộc do hỏng động cơ mặc dù được xếp thứ 11. Sau chặng đua đó, ông đã giành được số điểm liên tiếp về đích và hoàn thành trong hai chăng đua tiếp theo với bục podium ở Monaco. Ông đã tiếp tục những kết quả này bằng cách về đích và hoàn thành tám chặng đua tiếp theo, bao gồm cả hai vị trí thứ ba liên tiếp ở Đức và Hungary. Thế nhưng, Schumacher đã kết thúc mùa giải này mà không ghi điểm trong ba chặng đua cuối cùng, bao gồm cả việc bỏ cuộc ở Hoa Kỳ. Trong mùa giải thứ hai liên tiếp, Schumacher về thứ tư trong bảng xếp hạng các tay đua với 42 điểm.

##### 2003
Schumacher tiếp tục thi đấu với Williams cùng với Montoya. Ông đã không thể tham gia buổi thử nghiệm trước mùa giải vào tháng Giêng vì những cơn đau lưng tái phát. Thế nhưng, ông đã hồi phục trở lại vào tháng Hai.

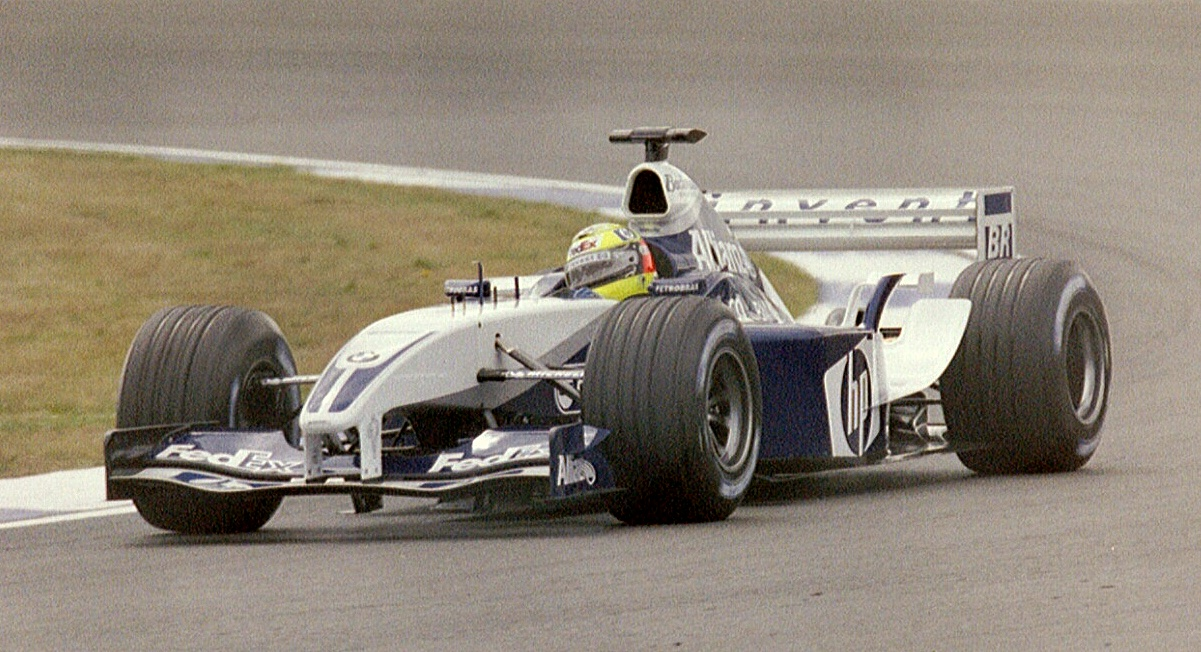
Ralf Schumacher ở giải đua ô tô Công thức 1 Anh 2003

Schumacher đã trải qua nửa đầu mùa giải rất tốt: Ông đã ghi điểm trong bảy chặng đua mở màn và giành được chiếc bục podium đầu tiên của mùa giải với vị trí thứ hai ở Canada. Schumacher tiếp tục thành tích tốt của mình bằng cách giành chiến thắng liên tiếp tại giải đua ô tô Công thức 1 Châu Âu và giải đua ô tô Công thức 1 Pháp. Sau đó, ông đã cán đích ở vị trí thứ 9 tại giải đua ô tô Công thức 1 Anh. Tại chặng đua quê nhà, giải đua ô tô Công thức 1 Đức, Schumacher đã bỏ cuộc ở vòng đầu tiên sau khi va chạm với Rubens Barrichello và Kimi Räikkönen và cú va chạm đó khiến ông bị tụt xuống 10 bậc ở chặng đua tiếp theo. Thế nhưng, Williams đã kháng cáo thành công quyết định này và Schumacher đã xuất phát từ vị trí thứ hai tại giải đua ô tô Công thức 1 Hungary, nơi ông về thứ tư.
Tại một buổi thử nghiệm được tổ chức tại trường đua Monza, Schumacher gặp phải một cú tai nạn tốc độ cao khiến ông bị chấn động. Ông đã được điều trị đề phòng tại trung tâm y tế của trường đua trước khi được chuyển đến bệnh viện San Rafaele. Mặc dù đã tham gia vòng phân hạng phần 1 của chặng đua, Schumacher đã quyết định rút lui và Marc Gené, tay đua dự bị của Williams, thay thế vị trí của ông. Ông đã trở lại để tham dự giải đua ô tô Công thức 1 Hoa Kỳ, nơi ông đã bỏ cuộc sau một tai nạn do bị mất lái trên đường đua ướt. Tại chặng đua cuối cùng của mùa giải ở Nhật Bản, Schumacher về đích thứ 12 vì đã quay xe ba lần.
Ông đã kết thúc mùa giải với vị trí thứ 5 trong bảng xếp hạng các tay đua với 58 điểm và giúp Williams giành vị trí thứ hai trong bảng xếp hạng các đội đua.

##### 2004: Mùa giải cuối cùng cho Williams

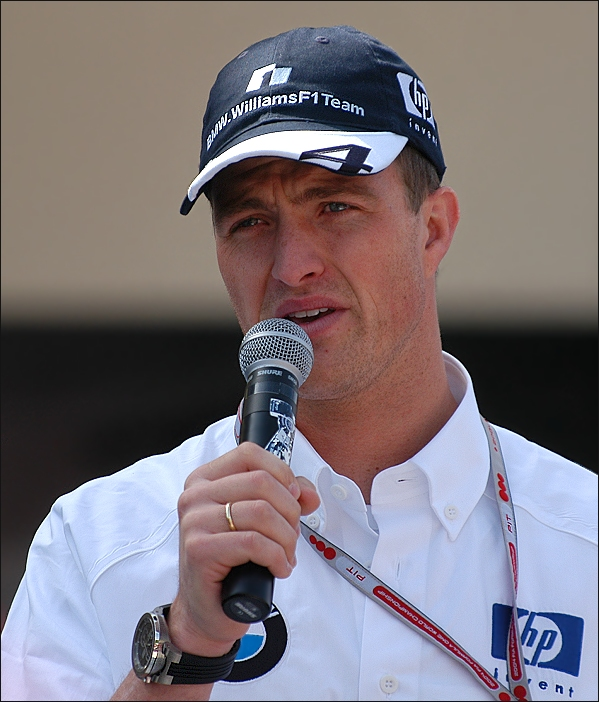
Ralf Schumacher ở giải đua ô tô Công thức 1 Châu Âu 2004 ở trường đua Nürburgring, Đức

Schumacher ở lại Williams trong năm 2004 và tiếp tục hợp tác với Montoya. Ông đã thể hiện sự tham vọng cho mùa giải mới và tuyên bố rằng: "Tôi có thể nói rằng chúng tôi sẽ tạo ra một chiếc xe đủ sức cạnh tranh ngay từ chặng đua đầu tiên của mùa giải mới".
Ông đã có một khởi đầu thuận lợi cho mùa giải của mình khi về thứ 4 trong vòng mở màn ở Úc nhưng đã phải bỏ cuộc ở chặng đua tiếp theo ở Malaysia do động cơ hỏng. Ông đã cán đích ở vị trí thứ bảy liên tiếp trong hai chặng đua tiếp theo trước khi về đích ngoài vị trí tính điểm ở Monaco. Schumacher buộc phải bỏ cuộc ở vòng đua đầu tiên của giải đua ô tô Công thức 1 Châu Âu vì một cú va chạm. Tại giải đua ô tô Công thức 1 Canada, ông xuất phát ở vị trí pole và về nhì trong cuộc đua nhưng sau đó bị loại khỏi kết quả vì sự bất thường trên ống dẫn phanh ô tô của ông. Tại giải đua ô tô Công thức 1 Hoa Kỳ, Schumacher bị thương nặng sau một vụ tai nạn xảy ra ở vòng đua thứ chín. Vụ va chạm đó có độ sức 78 g (765 m/s²) và dẫn đến chấn động cũng như hai vết nứt nhỏ trên cột sống của ông. Vì những vết thương đó, Schumacher buộc phải bỏ lỡ sáu chặng đua tiếp theo. Như mùa giải năm trước, Marc Gené đã thay thế Schumacher trong các chặng đua ở Pháp và Anh và Antônio Pizzonia đảm nhận vai trò này trong bốn cuộc đua tiếp theo. Ông đã hồi phục để tham dự giải đua ô tô Công thức 1 Ý. Tại giải đua ô tô Công thức 1 Trung Quốc, ông đã bỏ cuộc sau khi bị thủng lốp. Tiếp theo đó, Schumacher về đích ở vị trí thứ hai ở Nhật Bản và vị trí thứ năm ở chặng đua cuối cùng ở Brasil.
Ông ấy đã kết thúc mùa giải ở vị trí thứ 9 trong BXH các tay đua với 24 điểm.

#### Những năm cuối cùng trong Công thức 1 với Panasonic Toyota Racing (2005-2007)

##### 2005: Mùa giải đầu tiên với Toyota F1

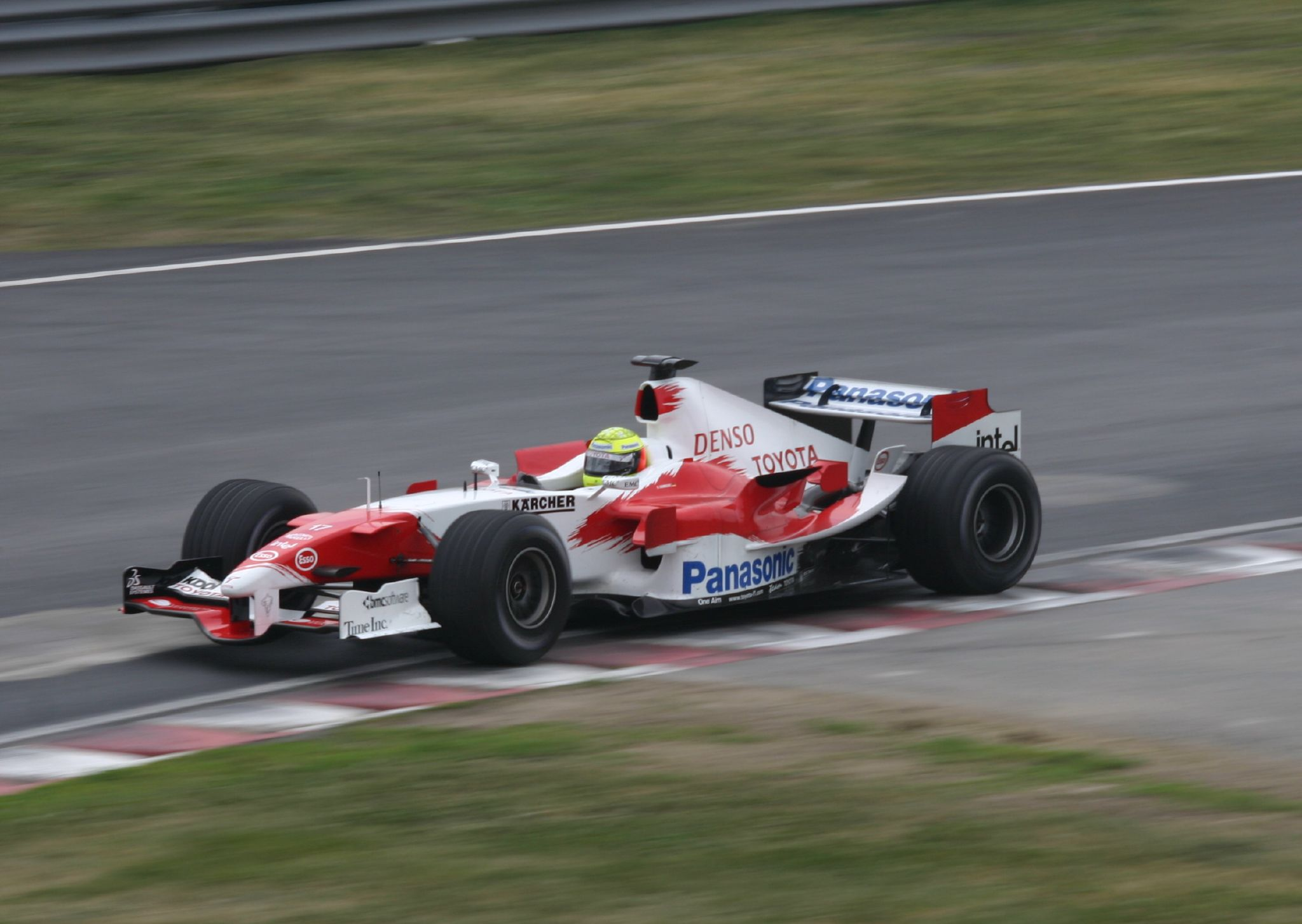
Ralf Schumacher ở giải đua ô tô Công thức 1 Canada 2005

Tháng 7, Schumacher ký hợp đồng ba năm với đội Toyota. Đồng đội của ông là tay đua người Ý Jarno Trulli. Tại chặng đua đầu tiên của mùa giải ở Úc, Schumacher về đích thứ 12. Thế nhưng, ông đã có thể ghi điểm đầu tiên với Toyota trong mùa giải này tại Malaysia. Ông đã lấy được điểm liên tiếp ở Bahrain nhưng sau đó về đích ngoài vị trí tính điểm ở San Marino do bị phạt 25 giây sau khi về đích thứ 8 do sự cố trong lúc đổi lốp của ông. Schumacher đã lấy được điểm liên tiếp sau khi về đích trong hai chặng đua tiếp theo. Tiếp theo đó, ông đã bỏ cuộc do quay xe trong giải đua ô tô Công thức 1 Châu Âu.
Trong buổi tập thứ hai của giải đua ô tô Công thức 1 Hoa Kỳ, Schumacher đã mất kiểm soát khi xe của ông đâm vào vòng cua cuối cùng của vòng đua vì lốp bị hỏng. Tại cuộc đua chính thức, ông đã buộc phải bỏ lỡ sự kiện và được thay thế bởi tay đua lái thử Toyota Ricardo Zonta. Schumacher đã quay trở lại ở giải đua ô tô Công thức 1 Pháp và cán đích ở vị trí thứ 7. Tiếp theo đó, ông đã ghi điểm ba lần liên tiếp, bao gồm một lần lên bục podium ở Hungary. Điều này đã đánh dấu một bước ngoặt khi Schumacher ghi điểm trong tất cả các chặng đua còn lại và giành vị trí trên bục podium ở giải đua ô tô Công thức 1 Trung Quốc, chặng đua cuối cùng của mùa giải. Ông đã đã kết thúc mùa giải của mình ở vị trí thứ 6 trong bảng xếp hạng các tay đua và giúp Toyota giành vị trí thứ tư trong bảng xếp hạng các đội đua.

##### 2006

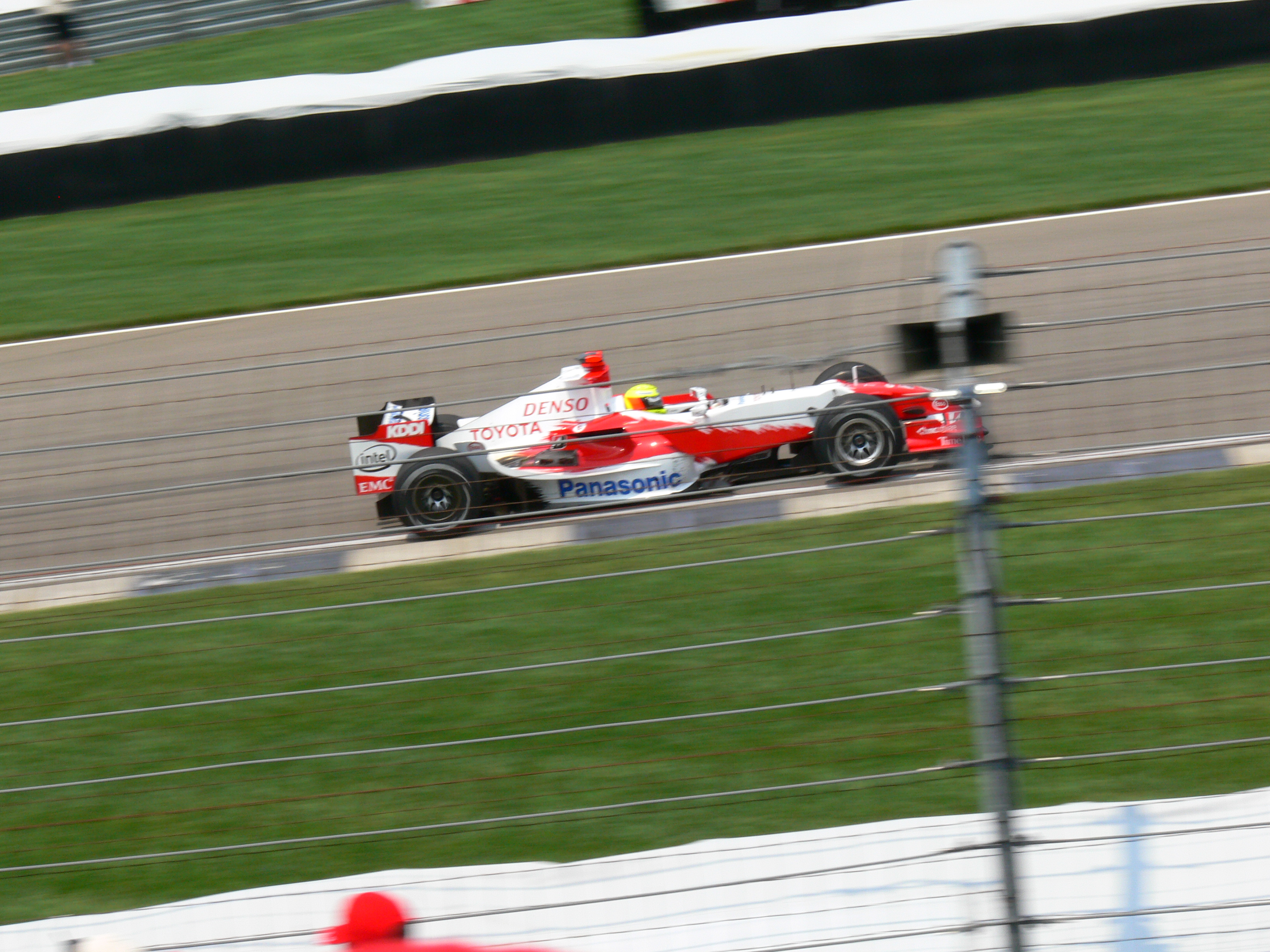
Ralf Schumacher ở giải đua ô tô Công thức 1 Hoa Kỳ 2006

Schumacher đã tiếp tục ở lại tại Toyota và tiếp tục đua cùng với Trulli vào năm 2006.
Ông đã bắt đầu mùa giải khi không lấy đựoc điểm ở Bahrain vì cả hai chiếc xe Toyota đều không đuổi kịp tốc độ nhưng đã ghi được điểm đầu tiên của ông và của đội trong mùa giải với vị trí thứ 8 ở Malaysia. Ông đã giành được vị trí trên bục podium duy nhất của mình và của đội trong mùa giải này ở Úc. Schumacher về đích thứ chín ở San Marino nhưng phải bỏ cuộc liên tiếp trong ba chặng đua tiếp theo. Tuy nhiên, ông đã có thể hoàn thành năm chặng đua liên tiếp, trong đó ghi điểm ở Pháp, Hungary và Thổ Nhĩ Kỳ. Ông đã không thể hoàn thành các cuộc đua ở Trung Quốc và Brasil do xe của ông đã gặp vấn đề về áp suất dầu và hệ thống treo lốp tương ứng. Ngày 29 tháng 9, Schumacher được bầu làm chủ tịch Hiệp hội các tay đua Công thức 1 (GPDA).
Ông đã kết thúc mùa giải ở vị trí thứ 10 trong BXH các tay đua và ghi được 20 điểm.

##### 2007: Mùa giải tệ nhất và mùa giải cuối cùng trong sự nghiệp Công thức 1
Schumacher vẫn ở lại Toyota và tiếp tục đua cùng với Trulli trong năm 2007. Bất chấp thành tích kém cỏi của Toyota trong năm 2006, Schumacher vẫn lạc quan cho mùa giải sắp tới.

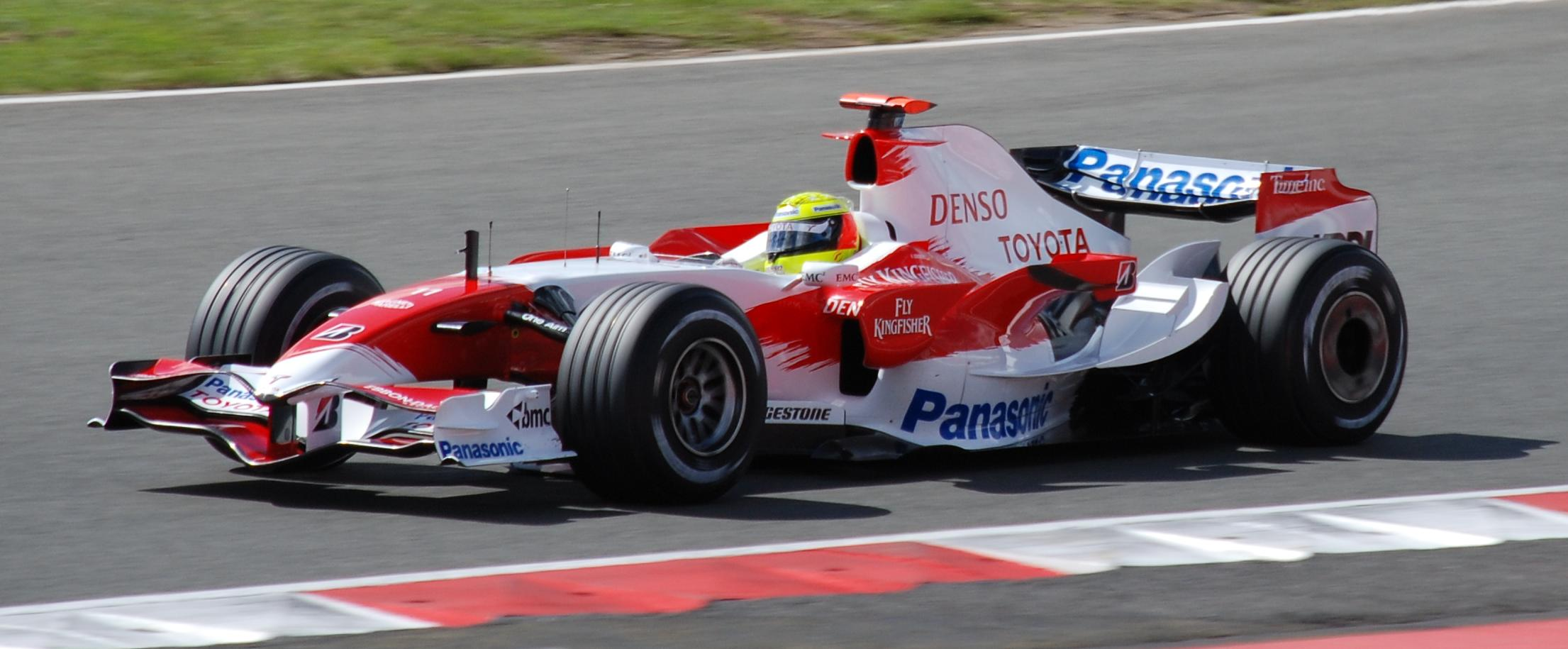
Ralf Schumacher ở giải đua ô tô Công thức 1 Anh 2007

Schumacher về đích ở vị trí thứ tám tại chặng đua mở màn ở Úc nhưng đứng ngoài vị trí ghi điểm trong hai chặng đua tiếp theo. Tại giải đua ô tô Công thức 1 Tây Ban Nha, ông đã va chạm với tay đua người Áo của đội Williams Alexander Wurz và cuối cùng phải bỏ cuộc vì sự cố máy móc. Sau khi về đích ở vị trí thứ 16 tại giải đua ô tô Công thức 1 Monaco, Toyota đã không hài lòng với thành tích của ông và ông đã phải đối mặt với áp lực có thể bị thay thế trước khi mùa giải kết thúc. Mặc dù về đích ở vị trí thứ tám tại Canada, phó chủ tịch của đội, ông Tadashi Yamashina, đã thúc dục Schumacher cải thiện thành tích của mình vì ông chỉ vượt qua vòng phân hạng ở vị trí thứ 18 cho cuộc đua. Tại giải đua ô tô Công thức 1 Hoa Kỳ, Schumacher lao ra ở góc cua đầu tiên và va chạm với xe của David Coulthard và Rubens Barrichello. Để đảm bảo có nhiều cơ hội giữ lại chỗ đua của mình tại Toyota, ông đã chấp nhận giảm 17 triệu đô la tiền lương. Schumacher đã không thể hoàn thành cuộc đua tại giải đua ô tô Công thức 1 Anh và giải đua ô tô Công thức 1 Châu Âu do hỏng hóc cơ học và va chạm với tay đua đồng hương của BMW Sauber Nick Heidfeld. Schumacher sau đó đã ghi thêm một điểm cho Toyota ở Hungary nhưng không ghi được điểm nào trong ba chặng đua tiếp theo. Ông đã không thể hoàn thành chặng đua ở Nhật Bản vì thủng lốp. Vào ngày 1 tháng 10, Schumacher thông báo rằng ông sẽ rời Toyota vào cuối mùa giải. Ông quay xe trong chặng đua tiếp theo ở Trung Quốc và cán đích ở vị trí thứ 11 trong chặng đua cuối cùng của mùa giải ở Brasil.
Schumacher đã kết thúc mùa giải cuối cùng của mình với thành tích khá thất vọng ở vị trí thứ 16 trong BXH các tay đua với 5 điểm.

### Sự nghiệp hậu Công thức 1 (2007-2014)

#### Cố gắng tiếp tục sự nghiệp Công thức 1
Trước và sau khi Schumacher rời Toyota, ông đã được liên kết với một số đội trong Công thức 1. Ông đã đàm phán với người cố vấn lâu năm và ông chủ đội Toro Rosso, ông Franz Tost, về một chỗ đua. Thế nhưng, Franz Tost đã chọn ký hợp đồng với Sebastian Vettel và Sébastien Bourdais. Schumacher sau đó đã tiếp cận McLaren để hỏi về chỗ đua bị bỏ trống bởi nhà vô địch hai lần người Tây Ban Nha Fernando Alonso nhưng sau đó đã bị từ chối. Bất chấp những thất bại này, Schumacher vẫn chắc chắn rằng một chỗ đua Công thức 1 sẽ có sẵn cho năm 2008.
Lần cuối cùng Schumacher tham gia Công thức 1 là tại một cuộc lái thử được tổ chức bởi đội Force India mới thành lập vào tháng 12 năm 2007. Đây là một nỗ lực để đảm bảo một chỗ đua cùng với người đồng hương Adrian Sutil. Trong buổi lái thử, Schumacher là tay đua chậm nhất và sau đó tuyên bố rằng ông sẽ không tham gia đội cho năm 2008, và khả năng tiếp tục tham gia Công thức 1 sẽ không khả nghi. Sau khi trải qua hai mùa giải không tham gia giải đua này, kinh nghiệm của Schumacher khiến ông trở thành mục tiêu của các đội mới như US F1, Hispania (HRT), Virgin và Lotus vào mùa giải 2010 nhưng ông đều từ chối tất cả các lời mời từ các đội này.

#### Sự nghiệp ở giải đua DTM (Deutsche Tourenwagen Masters) (2008-2012)

##### 2008: Mùa giải đầu tiên ở giải đua DTM

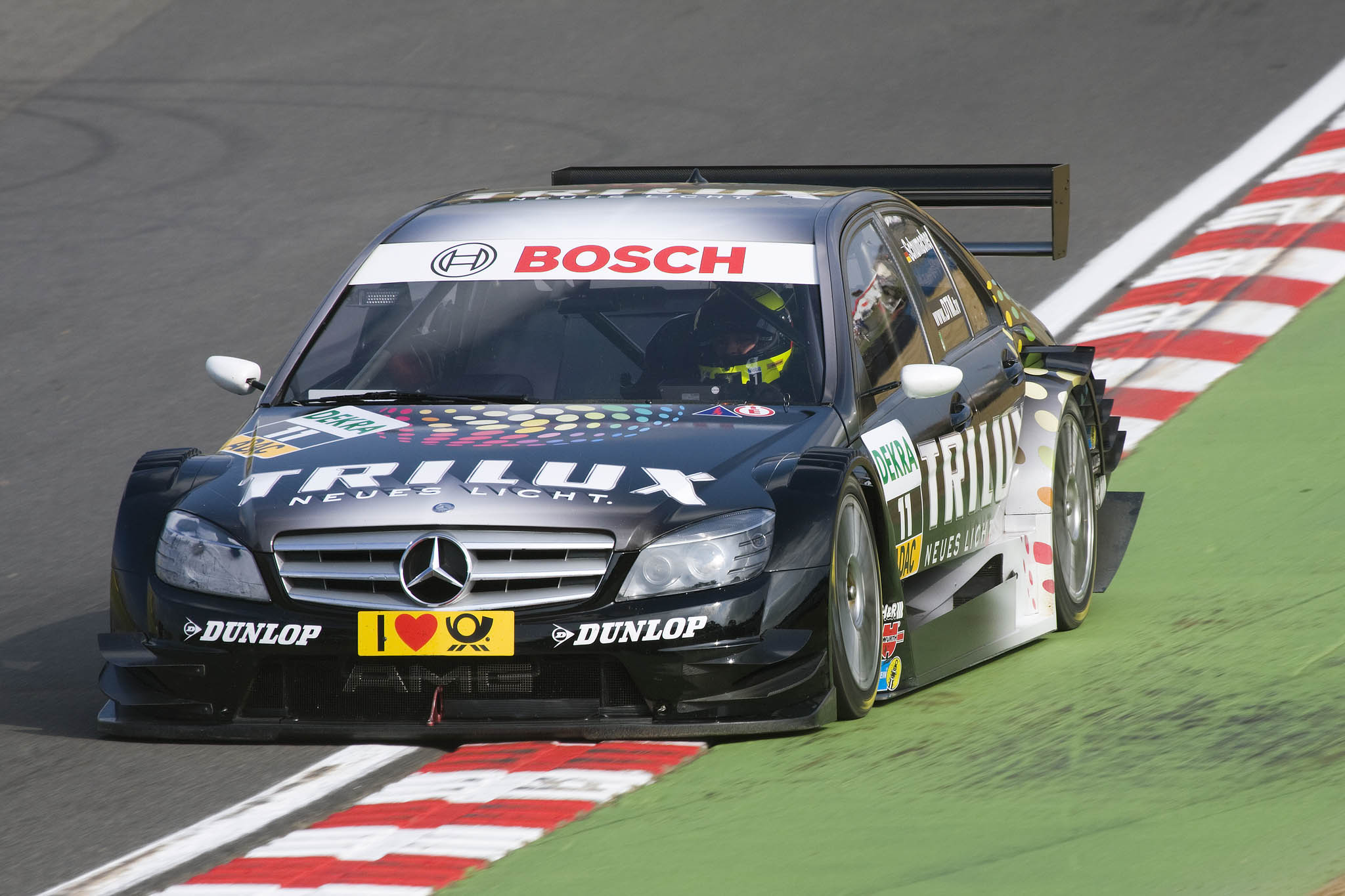
Ralf Schumacher ở trường đua Brands Hatch vào năm 2008

Vào ngày 18 tháng 2 năm 2008, Schumacher đã tuyên bố rằng ông sẽ tham gia giải đua Deutsche Tourenwagen Masters (DTM) vào năm 2008, đua cho đội đua Mücke Motorsport và đồng đội của ông là người đồng hương Maro Engel. Schumacher đã cán đích ở vị trí thứ 14 sau khi ra mắt lần đầu tiên ở giải đua DTM tại chặng đua diễn ra ở trường đua Hockenheimring. Tiếp theo đó, ông đã về đích ở vị trí thứ 10 tại trường đua Oschersleben. Ông đã buộc phải bỏ cuộc ở cuộc đua tiếp theo tại trường đua Lausitzring nhưng đã hoàn thành ba cuộc đua tiếp theo mặc dù về đích ngoài vị trí ghi điểm. Ông đã lấy được điểm đầu tiên của mình ở giải này sau khi về thứ tám tại chặng đua ở trường đua Nürburgring. Tiếp theo, ông đã về đích ở vị trí thứ 15 tại chặng đua được tổ chức tại trường đua Brands Hatch và sau đó ông đã về đích ở vị trí thứ bảy tại chặng đua ở trường đua Barcelona-Catalunya. Schumacher kết thúc mùa giải khi bỏ cuộc ở chặng đua diễn ra ở trường đua Bugatti Circuit và cán đích ở vị trí thứ 14 ở Hockenheimring. Ông đã kết thúc mùa giải ở vị trí thứ 14 trong bảng xếp hạng các tay đua các tay đua với 3 điểm.

##### 2009

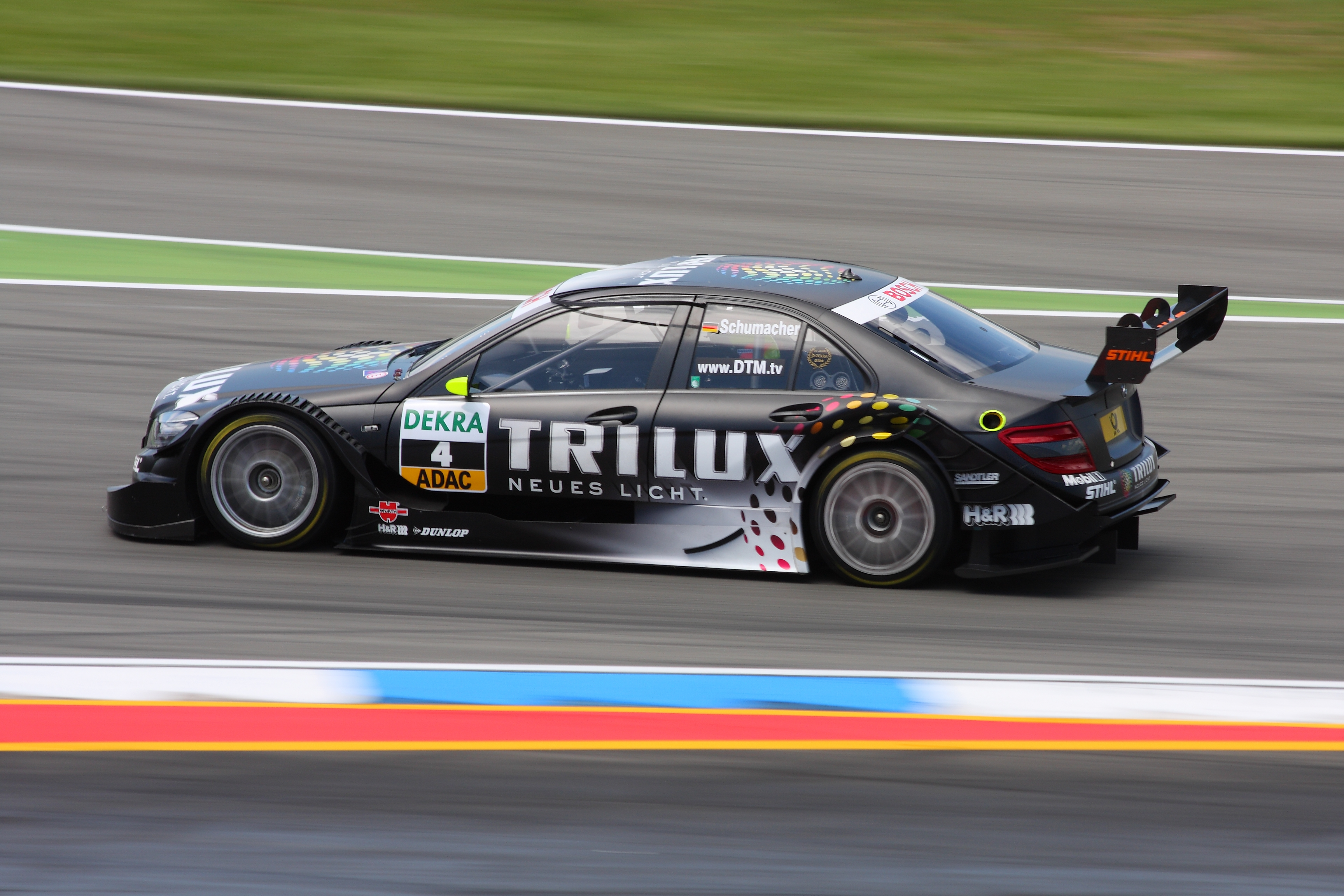
Ralf Schumacher vào mùa giải DTM 2009

Schumacher đã gia hạn hợp đồng lái xe cho Mercedes-Benz và sẽ chuyển đến đội HWA và đồng đội mới của ông là Paul di Resta, Bruno Spengler và Gary Paffett. Schumacher đã hoàn thành hai chặng đua đầu tiên mặc dù ông đã không về đích ở vị trí ghi điểm. Ông đã giành được số điểm đầu tiên của mình trong mùa giải với vị trí thứ sáu tại Norisring, tiếp theo là vị trí thứ 10 và 11 trong các cuộc đua tại Zandvoort và Oschersleben. Ông đã về đích ở vị trí ghi điểm lần thứ hai với vị trí thứ 7 tại Nürburgring và tiếp nối kết quả bằng cách cán đích liên tiếp trong hai vòng tiếp theo tại trường đua Brands Hatch và Barcelona-Catalunya. Schumacher giành thêm điểm khi cán đích ở vị trí thứ năm tại Dijon-Prenois và kết thúc mùa giải bằng một vụ va chạm với nhiều ô tô tại trường đua Hockenheimring. Schumacher kết thúc mùa giải ở vị trí thứ 11 trong BXH các tay đua và ghi được 9 điểm.

##### 2010
Schumacher được HWA giữ lại cho năm 2010 và tiếp tục đua với di Resta, Spengler và Paffett. Ông khởi đầu mùa giải này với vị trí thứ chín tại chặng đua ở Hockenheimring trước khi buộc phải bỏ cuộc do hỏng bộ điều khiển điện tử trong xe ở Valencia. Sau đó, ông đã hoàn thành hai chặng đua tiếp theo và lấy điểm đầu tiên của mình trong mùa giải này với vị trí thứ sáu tại Nürburgring. Tuy nhiên, Schumacher không ghi thêm điểm nào trong sáu chặng đua còn lại. Ông kết thúc mùa giải ở vị trí thứ 14 trong bảng xếp hạng các tay đua với 3 điểm.

##### 2011
Schumacher tiếp tục ở lại HWA cho năm 2011 và tiếp tục đua với Paffett và Spengler nhưng với đồng đội mới Jamie Green. Ông đã khởi đầu mùa giải khi lên bục podium đầu tiên ở DTM với vị trí thứ ba tại Hockenheimring. Tuy nhiên, Schumacher đã không thể tận dụng kết quả của mình sau khi về đích ngoài vị trí ghi điểm ở cuộc đua tiếp theo được tổ chức tại Zandvoort. Sau đó, ông đã lên bục podium lần thứ hai trong mùa giải với vị trí thứ hai tại Red Bull Ring và đó là kết quả tốt nhất của ông tại DTM. Schumacher không thể lấy điểm ở Lausitz nhưng cán đích ở vị trí thứ sáu ở Norisring. Bất chấp những thành công ban đầu của ông trong những chặng đua đầu tiên của mùa giải, ông chỉ có thể giành thêm một điểm ở Brands Hatch và phải bỏ cuộc tại cuộc đua được tổ chức ở Nürburgring nơi ông đã va chạm với David Coulthard của Mücke và Oschersleben do va chạm với Filipe Albuquerque của Audi. Schumacher đã cố gắng hoàn thành các cuộc đua ở Valencia và Hockenheimring mặc dù cán đích ở vị trí ghi điểm. Schumacher kết thúc mùa giải ở vị trí thứ tám trong  trong bảng xếp hạng các tay đua với 21 điểm.

##### 2012
Schumacher tiếp tục ở lại HWA cho mùa giải 2012 cùng với Green và Paffett. Ông khởi đầu mùa giải một cách tốt đẹp sau khi lấy điểm liên tiếp trong hai cuộc đua đầu tiên của mùa giải và tiếp tục hoàn thành các cuộc đua được tổ chức tại Brands Hatch và Red Bull Ring, mặc dù Schumacher không về đích ở vị trí ghi điểm. Ông buộc phải bỏ cuộc ở cuộc đua tiếp theo được tổ chức tại Norisring do sự cố điện khi đang dẫn đầu. Sau đó, ông đã lấy được điểm trong các cuộc đua được tổ chức tại Zandvoort và chặng đua chung kết mùa giải tại Hockenheimring. Ông kết thúc mùa giải ở vị trí thứ 17 trong bảng xếp hạng các tay đua với 10 điểm.

#### Quản lý tay đua
Schumacher tuyên bố từ giã sự nghiệp đua xe vào tháng 3 năm 2013 và ông đã đảm nhận vai trò quản lý tại đội đua Mücke Motorsport và đồng thời trở thành cổ đông của đội. Với tư cách là cổ đông của đội, ông đã cố vấn cho các tay đua trẻ đã ký hợp đồng với Mercedes-Benz.

## Đời tư
Tháng 4 năm 2001, Schumacher đính hôn với Cora-Caroline Brinkmann, một cựu người mẫu người Đức. Họ đã kết hôn vào ngày 5 tháng 10 năm đó trong một buổi lễ cưới dân sự riêng tư tại nhà riêng của cặp đôi ở Hallwang, Áo. Vào ngày 23 tháng 10 năm 2001, con trai của họ, David, chào đời và sinh non ba tuần. Cũng như bố, David là một tay đua. Ngoài đua xe thể thao, ông thích đạp xe, chơi quần vợt và backgammon.
Schumacher được bổ nhiệm làm Đại sứ Laureus tại Giải thưởng Thể thao Thế giới Laureus cho Quỹ Laureus vào năm 2011.

## Thống kê thành tích
| Mùa giải | Giải đua                      | Đội đua                                 | Số chặng | Vị trí pole | Số chiến thắng | Tổng điểm | Vị trí trong BXH |
| -------- | ----------------------------- | --------------------------------------- | -------- | ----------- | -------------- | --------- | ---------------- |
| 1992     | Formula BMW Junior            |                                         | 10       |             |                | 66        | 6                |
| 1993     | Formula BMW Junior            |                                         |          |             |                |           | 2                |
| 1994     | German Formula 3 Championship | Opel Team WTS                           | 19       | 2           | 1              | 158       | 3                |
| 1994     | Grand Prix de Monaco F3       | Opel Team WTS                           | 1        | 0           | 0              |           | 15               |
| 1994     | Macau Grand Prix              | Mild Seven WTS Racing                   | 1        | 0           | 0              |           | 4                |
| 1994     | Masters of Formula 3          | WTS Motorsport                          | 1        | 0           | 0              |           | 30               |
| 1995     | German Formula 3 Championship | Opel Team Weber-Trella Stuttgart Racing | 15       | 2           | 3              | 171       | 2                |
| 1995     | Macau Grand Prix              | Mild Seven Opel Team WTS                | 1        | 1           | 1              |           | 1                |
| 1995     | Grand Prix de Monaco F3       | Opel Team WTS                           | 1        | 0           | 0              |           | 2                |
| 1995     | Masters of Formula 3          | WTS Motorsport                          | 1        | 1           | 0              |           | 2                |
| 1996     | Formula Nippon                | X Japan Team LeMans                     | 10       | 2           | 3              | 40        | 1                |
| 1996     | All-Japan GT Championship     | Team Lark                               | 6        | 4           | 3              | 60        | 2                |
| 1997     | Công thức 1                   | Benson & Hedges Jordan Peugeot          | 17       | 0           | 0              | 13        | 11               |
| 1997     | FIA GT Championship           | AMG Mercedes                            | 1        | 0           | 0              | 2         | 29               |
| 1998     | Công thức 1                   | Benson & Hedges Jordan                  | 16       | 0           | 0              | 14        | 10               |
| 1999     | Công thức 1                   | Winfield Williams F1 Team               | 16       | 0           | 0              | 35        | 6                |
| 2000     | Công thức 1                   | BMW Williams F1 Team                    | 17       | 0           | 0              | 24        | 5                |
| 2001     | Công thức 1                   | BMW Williams F1 Team                    | 17       | 1           | 3              | 49        | 4                |
| 2002     | Công thức 1                   | BMW Williams F1 Team                    | 17       | 0           | 1              | 42        | 4                |
| 2003     | Công thức 1                   | BMW Williams F1 Team                    | 15       | 3           | 2              | 58        | 5                |
| 2004     | Công thức 1                   | BMW Williams F1 Team                    | 12       | 1           | 0              | 24        | 9                |
| 2005     | Công thức 1                   | Panasonic Toyota Racing                 | 18       | 1           | 0              | 45        | 6                |
| 2006     | Công thức 1                   | Panasonic Toyota Racing                 | 18       | 0           | 0              | 20        | 10               |
| 2007     | Công thức 1                   | Panasonic Toyota Racing                 | 17       | 0           | 0              | 5         | 16               |
| 2008     | Deutsche Tourenwagen Masters  | Mücke Motorsport                        | 11       | 0           | 0              | 3         | 14               |
| 2009     | Deutsche Tourenwagen Masters  | HWA Team                                | 10       | 0           | 0              | 9         | 11               |
| 2010     | Deutsche Tourenwagen Masters  | HWA Team                                | 11       | 1           | 0              | 3         | 14               |
| 2011     | Deutsche Tourenwagen Masters  | HWA Team                                | 10       | 0           | 0              | 21        | 8                |
| 2012     | Deutsche Tourenwagen Masters  | HWA Team                                | 10       | 0           | 0              | 10        | 17               |